# Rochechinard
Rochechinard település Franciaországban, Drôme megyében. Lakosainak száma 130 fő (2022. január 1.). Rochechinard La Baume-d’Hostun, Beauregard-Baret, Hostun, La Motte-Fanjas, Saint-Jean-en-Royans és Saint-Nazaire-en-Royans községekkel határos.

## Népesség
A település népessége az elmúlt években az alábbi módon változott:
| Lakosok száma | 101  | 107  | 118  | 103  | 106  | 110  | 120  | 125  | 129  | 130  |
|               | 1968 | 1982 | 1990 | 2006 | 2013 | 2015 | 2017 | 2019 | 2020 | 2022 |